# 霍希亚布尔
霍希亚布尔（Hoshiarpur，發音：[ɦʊʃɪˈaːɾpʊɾ] ⓘ）是印度旁遮普邦霍希亚布尔县的一个城市。2001年总人口148,243。2011年人口168,443。

## 人口
该地2001年总人口148243人，其中男性78946人，女性69297人；0－6岁人口15626人，其中男8714人，女6912人；识字率78.35%，其中男性为80.56%，女性为75.83%。